# Мани-Керл, Роджер
Роджер, Мани-Керл (1898—1980) — видный британский психоаналитик кляйнианского направления. Получил образование в Итоне, Кембридже и Университетском колледже Лондона, диссертации по философии: «Вклад в реальность» и «Смысл жертвоприношения». Был членом Королевского антропологического института, членом и тренинговым аналитиком Британского психоаналитического института.
Проходил психоанализ у Э. Джонса, З. Фрейда М. Кляйн. Идеи Мелани Кляйн оказали глубокое влияние не только на его клиническую практику, но и на психоаналитическое видение вопросов этики и политики,
Мани-Керл внёс оригинальный вклад в понимание теории психического развития, постулируя, что пациент страдает от бессознательных ошибочных представлений и иллюзий, в том числе, от врожденных заблуждений о первичной сцене и раннем эдиповом комплексе, описанным М. Кляйн. Его работы перекликаются и дополняют идеи Уилфреда Бион, Ханны Сегал и Дональда Мельцера, с которыми его связывали глубоки профессиональные и человеческие отношения.

## Книги
- The meaning of sacrifice.(1930)
- A psychological analysis of the causes of war (1934)
- The development of war. (1937)
- Psychoanalysis and politics: A contribution to the psychology of politics and morals.(1951)
- Man’s picture of his world. (1961)
- Money-Kyrle, Roger The Collected Papers of Roger Money-Kyrle (1978)